# Magnus Pehrsson
Magnus Pehrsson, född 25 maj 1976 i Malmö, är en svensk fotbollstränare och före detta fotbollsspelare. 
Som spelare representerade han Djurgårdens IF, IFK Göteborg och engelska Bradford FC. 2004–2020 var han verksam som tränare, och har tränat ett flertal svenska klubbar, samt Ålborg i Danmark. Mellan december 2013 och september 2016 var han förbundskapten för Estlands herrlandslag i fotboll. I augusti 2020 utnämndes han till sportchef för Vélez CF (i Vélez-Málaga), som spelar i spanska fjärdedivisionen.

## Spelarkarriär
Pehrsson spelade under sin seniorkarriär mestadels i de allsvenska klubbarna IFK Göteborg och Djurgårdens IF. Efter säsongen 2001 försökte han komma tillbaka efter en skada, men bestämde sig i mars 2003 för att avsluta spelarkarriären. 

## Tränarkarriär
Magnus Pehrsson har  varit tränare i Åtvidabergs FF. 2006 tog han över IK Sirius och förde upp dem till Superettan.
Den 31 oktober 2007 blev det offentligt att Pehrsson skulle ta över GAIS efter Roland Nilsson. Inför säsongen 2009 lämnade Pehrsson GAIS för att bli tränare i AaB. Detta skedde efter att han värvat åtta spelare till GAIS inför säsongen 2009. 

### Djurgården
Den 16 november 2010 offentliggjordes det att Magnus Pehrsson inför säsongen 2012 skulle ta över som tränare i allsvenska Djurgårdens IF. Efter att Djurgården inlett Allsvenskan 2011 historiskt dåligt med endast 1 poäng efter en oavgjord match och fem raka förluster offentliggjorde klubben i början på maj att Magnus Pehrsson skulle gå in i den planerade manager-rollen i förtid; detta med omedelbar verkan.
Magnus Pehrsson meddelade den 26 april 2013 att han skulle avgå från sin post som tränare för Djurgården till följd av att han dels mottagit hot via telefon efter förlustmatchen mot Elfsborg några dagar tidigare. Dessutom skulle Persson, enligt honom själv, ha hotats under ett samtal med djurgårdssupportrar på Djurgårdens träningsanläggning Kaknäs. Det påstådda hotet på träningsanläggningen polisanmäldes men förnekades av de supportrar som var närvarande. Även den officiella supporterföreningen Järnkaminerna ställde sig skeptiska till sanningshalten i Pehrssons polisanmälan. Den 6 maj samma år beslutade åklagaren att förundersökningen skulle läggas ned då samtalet rent juridisk inte uppfyllde villkoren för olaga hot. Magnus Pehrsson avgick efter att ha värvat 22 spelare under sin tid i klubben.

### Expert i TV
Någon månad efter avhoppet som manager/tränare för Djurgårdens IF blev "MP" ett nytt ansikte på Viasat, där han jobbade som expert och kommentator vid fotbollssändningar. En av de första TV-sändningarna Pehrsson medverkade i var AIK:s träningsmatch mot Manchester United sommaren 2013, där han var en av de två kommentatorerna.

### Malmö FF
Efter tre år som tränare för Estlands fotbollslandslag skrev han på för Malmö FF som nyligen hade vunnit Allsvenskan med Allan Kuhn som tränare. De första reaktionerna från supportrar var blandade.
Säsongen 2017 vann Malmö FF under Perssons ledning Allsvenskan som gav klubben dess sammanlagt 20:e SM-guld. Persson fick dock lämna sin tränartjänst i maj året därpå efter att laget visat dåliga resultat i början av säsongen 2018.

### Kalmar FF
I november 2018 presenterades Pehrsson som ny huvudtränare i Kalmar FF. Den 31 oktober 2019, efter en säsong med svaga resultat och med ett nedflyttningshot hängande över klubben, avgick Pehrsson med en omgång kvar av Allsvenskan.

### Velez CF
Magnus Pehrsson är sedan april 2022 huvudtränare för den spanska klubben Velez CF, som han sedan 2020 är sportchef och delägare i.

## Meriter
- Uttagen i svenska fotbollslandslaget inför matchen Sverige–Sydafrika den 15 augusti 2001,[11] men tackade nej på grund av skada den 14 augusti 2001.[12]

## Statistik

### Som spelare
| Klubb             | Säsong         | Liga             | Liga    | Liga | Liga | Cupspel | Cupspel | Europaspel | Europaspel | Totalt  | Totalt |
| Klubb             | Säsong         | Division         | Matcher | Mål  | Ass  | Matcher | Mål     | Matcher    | Mål        | Matcher | Mål    |
| ----------------- | -------------- | ---------------- | ------- | ---- | ---- | ------- | ------- | ---------- | ---------- | ------- | ------ |
| IF Brommapojkarna | 1993           | Division 1 Norra | 2       | 0    | 0    | ?       | ?       | -          | -          | 2       | 0      |
| Totalt            | Totalt         | Totalt           | 2       | 0    | 0    | 0       | 0       | -          | -          | 2       | 0      |
| Djurgårdens IF    | 1994           | Division 1 Norra | 15      | 1    | ?    | ?       | ?       | -          | -          | 15      | 1      |
| Djurgårdens IF    | 1995           | Allsvenskan      | 24      | 2    | 1    | ?       | ?       | -          | -          | 24      | 2      |
| Djurgårdens IF    | 1996           | Allsvenskan      | 23      | 1    | 0    | ?       | ?       | 4          | 0          | 27      | 1      |
| Totalt            | Totalt         | Totalt           | 62      | 4    | 1    | 0       | 0       | 4          | 0          | 66      | 4      |
| Bradford City     | 1996-1997      | First Division   | 1       | 0    | 0    | ?       | ?       | -          | -          | 1       | 0      |
| Totalt            | Totalt         | Totalt           | 1       | 0    | 0    | 0       | 0       | -          | -          | 1       | 0      |
| IFK Göteborg      | 1997           | Allsvenskan      | 0       | 0    | 0    | 1       | 1       | 0          | 0          | 1       | 1      |
| IFK Göteborg      | 1998           | Allsvenskan      | 12      | 1    | 2    | 2       | 0       | 3          | 0          | 17      | 1      |
| Totalt            | Totalt         | Totalt           | 12      | 1    | 2    | 3       | 1       | 3          | 0          | 18      | 2      |
| Djurgårdens IF    | 1999           | Allsvenskan      | 23      | 1    | 4    | ?       | 2       | -          | -          | 23      | 3      |
| Djurgårdens IF    | 2000           | Superettan       | 29      | 6    | ?    | 2       | 3       | -          | -          | 31      | 9      |
| Djurgårdens IF    | 2001           | Allsvenskan      | 20      | 2    | 3    | 2       | 3       | -          | -          | 22      | 5      |
| Djurgårdens IF    | 2002           | Allsvenskan      | 0       | 0    | 0    | 0       | 0       | 0          | 0          | 0       | 0      |
| Djurgårdens IF    | 2003           | Allsvenskan      | 0       | 0    | 0    | 0       | 0       | 0          | 0          | 0       | 0      |
| Totalt            | Totalt         | Totalt           | 72      | 9    | 7    | 4       | 8       | 0          | 0          | 76      | 17     |
| Hela karriären    | Hela karriären | Hela karriären   | 149     | 14   | 10   | 7       | 9       | 7          | 0          | 163     | 23     |

### Som klubblagstränare
| Lag            | Säsong         | Division           | Pl             | M   | V   | O  | F   | Målskillnad | P   | Poängsnitt | Notering                                                           |
| -------------- | -------------- | ------------------ | -------------- | --- | --- | -- | --- | ----------- | --- | ---------- | ------------------------------------------------------------------ |
| Åtvidabergs FF | 2005           | Superettan         | 10:a           | 30  | 9   | 11 | 10  | 36-32       | 38  | 1.27       |                                                                    |
| Totalt         | Totalt         | Totalt             | Totalt         | 30  | 9   | 11 | 10  | 36-32       | 38  | 1.27       |                                                                    |
| IK Sirius      | 2006           | Division 1 Norra   | 1:a            | 26  | 17  | 3  | 6   | 62-24       | 54  | 2.08       | Uppflyttning till Superettan                                       |
| Totalt         | Totalt         | Totalt             | Totalt         | 26  | 17  | 3  | 6   | 62-24       | 54  | 2.08       |                                                                    |
| Gais           | 2008           | Allsvenskan        | 11:a           | 30  | 9   | 11 | 10  | 30-36       | 38  | 1.27       |                                                                    |
| Totalt         | Totalt         | Totalt             | Totalt         | 30  | 9   | 11 | 10  | 30-36       | 38  | 1.27       |                                                                    |
| AaB            | 2008/2009      | Superligaen        | 7:a            | 16  | 3   | 7  | 6   | 17-24       | 16  | 1.00       | Tog över inför vårsäsongen när laget låg 6:a.                      |
| AaB            | 2009/2010      | Superligaen        | 5:a            | 33  | 13  | 9  | 11  | 36-30       | 48  | 1.45       |                                                                    |
| AaB            | 2010/2011      | Superligaen        | 12:a           | 11  | 2   | 3  | 6   | 12-18       | 9   | 0.82       | Fick sparken när laget låg sist.                                   |
| Totalt         | Totalt         | Totalt             | Totalt         | 60  | 18  | 19 | 23  | 65-72       | 73  | 1.22       |                                                                    |
| Djurgårdens IF | 2011           | Allsvenskan        | 11:a           | 24  | 10  | 5  | 9   | 30-28       | 35  | 1.46       | Tog över inför 7:e omgången när laget låg sist.                    |
| Djurgårdens IF | 2012           | Allsvenskan        | 9:a            | 30  | 8   | 13 | 9   | 37-40       | 37  | 1.23       |                                                                    |
| Djurgårdens IF | 2013           | Allsvenskan        | 16:e           | 5   | 0   | 1  | 4   | 1-13        | 1   | 0.20       | Avgick självmant.                                                  |
| Totalt         | Totalt         | Totalt             | Totalt         | 59  | 18  | 19 | 22  | 68-81       | 73  | 1.24       |                                                                    |
| Malmö FF       | 2017           | Allsvenskan        | 1:a            | 30  | 19  | 7  | 4   | 63-27       | 64  | 2.13       | Guld Allsvenskan                                                   |
| Malmö FF       | 2018           | Allsvenskan        | 10:a           | 9   | 3   | 2  | 4   | 10-14       | 11  | 1.22       | Fick sparken kort efter att ha förlorat cupfinalen mot Djurgården. |
| Totalt         | Totalt         | Totalt             | Totalt         | 39  | 22  | 9  | 8   | 73-41       | 75  | 1.92       |                                                                    |
| Kalmar FF      | 2019           | Allsvenskan        | 14:e           | 29  | 4   | 11 | 14  | 22-44       | 23  | 0.79       | Avgick med en omgång kvar av serien.                               |
| Totalt         | Totalt         | Totalt             | Totalt         | 29  | 4   | 11 | 14  | 22-44       | 23  | 0.79       |                                                                    |
| Velez CF       | 2021/2022      | Segunda División B | 11:e           | 7   | 2   | 2  | 3   | 8-11        | 8   | 1.14       | Coachade omgång 28-34.                                             |
| Velez CF       | 2022/2023      | Segunda División B | 13:e           | 7   | 4   | 1  | 2   | 8-8         | 13  | 1.86       | Coachade omgång 13-19.                                             |
| Velez CF       | 2023/2024      | Segunda División B |                | 23  | 7   | 9  | 7   | 24-29       | 30  | 1.30       | Coachat från omgång 1.                                             |
| Totalt         | Totalt         | Totalt             | Totalt         | 37  | 13  | 12 | 12  | 40-48       | 51  | 1.38       |                                                                    |
| Hela karriären | Hela karriären | Hela karriären     | Hela karriären | 310 | 110 | 95 | 105 | 396-378     | 425 | 1.37       |                                                                    |

Uppdaterat 21 februari 2024.

### Som landslagstränare
| Lag     | Säsong    | M  | V  | O | F  | Målskillnad | P  | Poängsnitt |
| ------- | --------- | -- | -- | - | -- | ----------- | -- | ---------- |
| Estland | 2013-2014 | 6  | 2  | 1 | 3  | 7-9         | 7  | 1.17       |
| Estland | 2014-2015 | 16 | 6  | 2 | 8  | 9-15        | 20 | 1.25       |
| Estland | 2015-2016 | 9  | 3  | 3 | 3  | 9-11        | 12 | 1.33       |
| Estland | 2016-2017 | 2  | 0  | 1 | 1  | 1-6         | 1  | 0.50       |
| Totalt  | Totalt    | 33 | 11 | 7 | 15 | 26-41       | 40 | 1.21       |

## Källhänvisningar
1. ↑  Persson, Mattias (2013-12-03): "Magnus Pehrsson ny förbundskapten i Estland". Svt.se. Läst 18 augusti 2014.
2. ↑  ”Magnus Pehrsson och Tommy Jacobson avgår efter hot”. Aftonbladet. https://www.aftonbladet.se/sportbladet/fotboll/sverige/allsvenskan/djurgarden/article16676142.ab. Läst 6 november 2019.
3. ↑  ””Vi har inte hotat honom””. Aftonbladet. https://www.aftonbladet.se/a/8wRdlA. Läst 6 november 2019.
4. ↑  ”Dif-fans ifrågasätter ”hot””. SVT Sport. 30 april 2013. https://www.svt.se/sport/artikel/dif-fans-ifragasatter-hot. Läst 6 november 2019.
5. ↑  ”Polisen: Inga hot mot Magnus Pehrsson”. Aftonbladet. https://www.aftonbladet.se/a/zL6oOr. Läst 6 november 2019.
6. ↑  ”Magnus Pehrsson ny tränare i Malmö FF”. Malmö FF. 23 november 2016. Arkiverad från originalet den 24 november 2016. https://web.archive.org/web/20161124024803/http://mff.se/aktuellt/nyheter/Nyheter/2016-11-23_ny_huvudtranare. Läst 23 november 2016.
7. ↑  http://www.svenskafans.com/fotboll/mff/magnus-pehrsson-ny-tranare-i-malmo-ff-562277.aspx
8. ↑  https://www.sydsvenskan.se/2018-05-14/mff-sparkar-magnus-pehrsson-daniel-andersson-tar-over
9. ↑  ”Välkomna till Kalmar FF, Magnus Pehrsson och Jesper Norberg!”. kalmarff.se. 27 november 2018. https://kalmarff.se/valkomna-till-kalmar-ff-magnus-pehrsson-och-jesper-norberg/. Läst 31 oktober 2019.
10. ↑  ”Bekräftat: Pehrsson avgår”. aftonbladet.se. 31 oktober 2019. https://www.aftonbladet.se/sportbladet/fotboll/a/RRXjj5/bekraftat-pehrsson-avgar. Läst 31 oktober 2019.
11. ↑  ”Pehrsson i landslaget”. Djurgårdens IF Fotboll. 6 aygusti 2001. https://dif.se/nyheter/nyhetsarkiv/2001/pehrsson-i-landslaget.
12. ↑  http://svenskfotboll.se/landslag/arkiv/tidigare/2001/08/herr-knaskada-stoppar-pehrsson/